# Mortantsch
Mortantsch – gmina w Austrii, w kraju związkowym Styria, w powiecie Weiz. Liczy 2079 mieszkańców (1 stycznia 2015).